# Grzędziczki
Grzędziczki [ɡʐɛnˈd͡ʑit͡ʂki] (tiếng Đức: Steineck)  là một khu định cư ở khu hành chính của Gmina Stargard, thuộc huyện Stargardzki, Zachodniopomorskie, ở phía tây bắc Ba Lan.
Trước năm 1945, khu vực này là một phần của Đức. Đối với lịch sử của khu vực, xem Lịch sử của Pomerania.